# Pawo Choyning Dorji
Pawo Choyning Dorji (dzongkha : དཔའ་བོ་ཆོས་དབྱིངས་རྡོ་རྗི , né le 23 juin 1983) est un cinéaste et photographe bhoutanais. Son premier long métrage L'École du bout du monde (2019) est nommé pour le meilleur long métrage international à la 94e cérémonie des Oscars. Son deuxième film Le Moine et le fusil (2023) est sélectionné pour le meilleur long métrage international lors de la 96e cérémonie des Oscars.
Dorji est le plus jeune récipiendaire de la plus haute distinction civile du Bhoutan, le Druk Thuksey, l'ordre du roi-dragon. Il lui a été décerné par le roi Jigme Khesar Namgyel Wangchuck. Il est membre de l'Académie des arts et des sciences du cinéma.

## Biographie
Fils de diplomate, Dorji est né à Darjeeling, en Inde. Il fréquente l'école internationale de Kodaikanal pendant la période où il vit en Inde et l'école secondaire supérieure de Yangchenphug au Bhoutan. Il obtient un diplôme en sciences politiques à l'université Lawrence aux États-Unis en 2006. Il obtient ensuite une qualification en philosophie bouddhiste à l'Institut bouddhiste Sarah à McLeod Ganj en Inde en 2009.
En tant que photographe, Dorji publit dans des revues telles que VICE, Esquire et Life. Il est l'auteur de plusieurs livres d'études photographiques.
Fervent bouddhiste, Dorji est l'élève du célèbre maître bouddhiste et cinéaste Khyentse Norbu et a découvert le cinéma en travaillant avec lui, d'abord en tant qu'assistant réalisateur sur Vara : A Blessing (2013), puis en tant que producteur de Hema Hema (2016).
En 2019, Dorji filme son premier long métrage L'École du bout du monde, dont l'histoire se déroule dans une école de Lunana, village isolé de l'Himalaya. L'avant-première du film L'École du bout du monde a lieu au 63e Festival du film de Londres. Le film remporte le prix du public du meilleur long métrage narratif au Festival international du film de Palm Springs en 2020. Bien qu'initialement prévu comme deuxième choix du Bhoutan pour le meilleur film international à la 93e cérémonie des Oscars, le film est soumis l'année suivante à la suite d'une erreur lors de l'inscription du film, devenant ainsi la première nomination du Bhoutan aux Oscars. Dorji réagit en déclarant : « La partie la plus magique de tout cela est que c'était si inattendu... J'espère que cela inspirera les cinéastes bhoutanais et himalayens. » Ce n'était que la deuxième participation du Bhoutan dans l'histoire des Oscars. Le Coupe, le film du professeur de Dorji, Khyentse Norbu, a été la première soumission bhoutanaise, en 1999.
Dorji est membre de l'Académie des arts et des sciences du cinéma, après avoir été invité à rejoindre l'académie en tant que réalisateur ainsi que scénariste. Il a finalement rejoint l'Académie comme réalisateur.
Le 17 décembre 2022, à l'occasion de la 115e Journée nationale du Bhoutan, Dorji a reçu la plus haute distinction civile du Bhoutan, l'Ordre royal du Bhoutan, le Druk Thuksey, des mains du roi Jigme Khesar Namgyel Wangchuck. L'Ordre du roi-dragon est décerné pour reconnaître les services distingués rendus à la nation et au peuple bhoutanais. Dorji est devenu le plus jeune lauréat de l'histoire du Bhoutan et le premier cinéaste bhoutanais à recevoir le Druk Thuksey.
Le deuxième long métrage de Dorji, Le Moine et le fusil, a été présenté au 50e Festival du film de Telluride, puis au 48e Festival international du film de Toronto dans le cadre du programme Centerpiece du festival. Le  Bhoutan a soumis Le Moine et le fusil comme candidat officiel du Bhoutan dans la catégorie du meilleur film international à la 96e cérémonie des Oscars, et il a été présélectionné.

## Filmographie
Dorji a été le scénariste, réalisateur et producteur des films suivants :
- 2019 : L'École du bout du monde (ལུང་ནག་ན, Lunana: A Yak in the Classroom)
- 2023 : Le Moine et le fusil (The Monk and the Gun)

## Honneurs
- Bhoutan :
  - Ordre royal du Bhoutan (Druk Thuksey) (17 décembre 2022)[15].